# Troupe de la Comédie-Française en 1754

## Composition de la troupe de laComédie-Françaiseen1754
L'année théâtrale commence le 22 avril 1754 (veille des Rameaux) et se termine le 22 mars 1755.
| Directeur :               |                                          |
| Acteurs                   | Actrice                                  |
| Le Grand                  | La Motte                                 |
| de La Thorillière         | Dangeville                               |
| Armand                    | Gaussin                                  |
| Du Breuil                 | Grandval                                 |
| Sarrazin                  | Dumesnil                                 |
| Grandval                  | Lavoy                                    |
| Dangeville                | Drouin                                   |
| Dubois                    | Clairon                                  |
| Baron                     | Beauménard                               |
| Bonneval                  | Brillant                                 |
| de La Noue                | Hus                                      |
| Paulin                    |                                          |
| Drouin                    |                                          |
| Lekain                    |                                          |
| Bellecour                 |                                          |
| Préville                  |                                          |
| Danseurs                  | Danseuses                                |
| Dourdet, maître de ballet | Gaurion                                  |
| Giraud, maître de musique | Martigny                                 |
| de Launay, répétiteur     | Rosaly                                   |
| La Rivière                | Frédéric 1                               |
| Bajofrois                 | Frédéric 2                               |
| Gougy                     | Riquette                                 |
| Feuillard                 | Le Clerc                                 |
| Guingret                  | Chauvin                                  |
| Gaurion                   | Guillot                                  |
| Duval                     |                                          |
| Hus-Malo                  |                                          |
| Orchestre                 |                                          |
| Dupré                     | Perrin                                   |
| Branche                   | Chabrun                                  |
| Piset                     | Chartier                                 |
| Blondeau                  | Madrou, flûte                            |
| Autre personnel           |                                          |
| Rebut, concierge          | Grangé, souffleur                        |
| Louis Debray, décorateur  | Le Tellier, portier                      |
| De Romancan, caissier     | Mlle Langlois, portière                  |
| Mme Dauvilliers, receveur | Miel, portier                            |
| M. de Laplante, receveur  | Mlle Tairot, receveur au théâtre         |
| Gond, contrôleur          | Mlle La Roche, receveur à l'amphithéâtre |

## Source
- Almanach historique et chronologique de tous les spectacles, Paris 1755.